# Вильнёв-Сен-Жорж
Вильнёв-Сен-Жорж (фр. Villeneuve-Saint-Georges) — город во Франции, в департаменте Валь-де-Марн. Расположен на восточном берегу Сены, в 16 км на юго-восток от Парижа.
С IX века Вильнёв находился во владении аббатства Сен-Жермен-де-Пре и жил за счёт виноделия и сельского хозяйства. В 960 году аббатство приобрело реликвию из Испании — мощи святого Георгия. Вильнёв был взят под защиту этого христианского мученика и получил название Villa Nova Sancti Georgii. Город часто посещали французские короли.

## Известные уроженцы, жители
Андре Антуан Брюжиру — французский путешественник и писатель, посетивший в период между 1955 и 2005 годами все без исключения страны и территории мира.